# Третій уряд Ангели Меркель
Третій уряд Ангели Меркель — федеральний німецький уряд федерального канцлера Ангели Меркель (партія Християнсько-демократичний союз), що діяв з 17 грудня року 2013 року по 24 жовтня 2017 року.

## Кабінет міністрів
| Логотип                                  | Міністерство | Міністр                                    | Фото            | Час на посаді  | Час на посаді   | Партія | Партія | Вебсайт                                           |
| ---------------------------------------- | --- | ------------------------------------------ | --------------- | -------------- | --------------- | ------ | ------ | ------------------------------------------------- |
|                                          | Міністерство закордонних справ (Auswärtiges Amt; AA)                                                                                                   | Зіґмар Ґабріель (Sigmar Gabriel)           |                 | 27 січня 2017  | 24 жовтня 2017  |        | SPD    | [Архівовано 24 листопада 2002 у Wayback Machine.] |
|                                          | Міністерство внутрішніх справ (Bundesministerium des Innern; BMI)                                                                                      | Томас де Мезьєр (Thomas de Maiziere)       |                 | 17 грудня 2013 | 24 жовтня 2017  |        | CDU    | [Архівовано 2 березня 2009 у Wayback Machine.]    |
|                                          | Міністерство юстиції та захисту споживачів (Bundesministerium der Justiz und für Verbraucherschutz; BMJV)                                              | Гайко Маас (Heiko Maas)                    |                 | 17 грудня 2013 | 24 жовтня 2017  |        | SPD    | [Архівовано 26 січня 2004 у Wayback Machine.]     |
|                                          | Міністерство фінансів (Bundesministerium der Finanzen; BMF)                                                                                            | Вольфганг Шойбле (Wolfgang Schaeuble)      |                 | 17 грудня 2013 | 24 жовтня 2017  |        | CDU    | [Архівовано 20 січня 2008 у Wayback Machine.]     |
|                                          | Міністерство економіки та енергетики (Bundesministerium für Wirtschaft und Energie; BMWi)                                                              | Бригітте Ципріс (Brigitte Zypries)         |                 | 27 січня 2017  | 24 жовтня 2017  |        | SPD    | [Архівовано 16 грудня 2016 у Wayback Machine.]    |
|                                          | Міністерство оборони (Bundesministerium der Verteidigung; BMVg)                                                                                        | Урсула фон дер Ляєн (Ursula von der Leyen) |                 | 17 грудня 2013 | 24 жовтня 2017  |        | CDU    | [Архівовано 30 жовтня 2005 у Wayback Machine.]    |
|                                          | Міністерство охорони здоров'я (Bundesministerium für Gesundheit; BMG)                                                                                  | Герман Грее (Hermann Groehe)               |                 | 17 грудня 2013 | 24 жовтня 2017  |        | CDU    | [Архівовано 9 лютого 2011 у Wayback Machine.]     |
|                                          | Міністерство охорони праці та соціального забезпечення (Bundesministerium für Arbeit und Soziales; BMAS)                                               | Андреа Налес (Andrea Nahles)               |                 | 17 грудня 2013 | 28 вересня 2017 |        | SPD    | [Архівовано 28 червня 2007 у Wayback Machine.]    |
| Катаріна Барлі (в. о.) (Katarina Barley) | Міністерство охорони праці та соціального забезпечення (Bundesministerium für Arbeit und Soziales; BMAS)                                               |                                            | 28 вересня 2017 | 24 жовтня 2017 |                 | SPD    |        | [Архівовано 28 червня 2007 у Wayback Machine.]    |
|                                          | Міністерство продовольства та сільського господарства Німеччини (Bundesministerium für Ernährung und Landwirtschaft; BMEL)                             | Ганс-Петер Фрідріх (Hans-Peter Friedrich)  |                 | 17 грудня 2013 | 17 лютого 2014  |        | CSU    | [Архівовано 9 січня 2014 у Wayback Machine.]      |
| Крістіан Шмідт (Christian Schmidt)       | Міністерство продовольства та сільського господарства Німеччини (Bundesministerium für Ernährung und Landwirtschaft; BMEL)                             |                                            | 17 лютого 2014  | 24 жовтня 2017 |                 | CSU    |        | [Архівовано 9 січня 2014 у Wayback Machine.]      |
|                                          | Міністерство сім'ї, людей похилого віку, жінок і молоді (Bundesministerium für Familie, Senioren, Frauen und Jugend; BMFSFJ)                           | Мануела Швезіг (Manuela Schwesig)          |                 | 17 грудня 2013 | 2 червня 2017   |        | SPD    | [Архівовано 12 вересня 2009 у Wayback Machine.]   |
| Катаріна Барлі (Katarina Barley)         | Міністерство сім'ї, людей похилого віку, жінок і молоді (Bundesministerium für Familie, Senioren, Frauen und Jugend; BMFSFJ)                           |                                            | 2 червня 2017   | 24 жовтня 2017 |                 | SPD    |        | [Архівовано 12 вересня 2009 у Wayback Machine.]   |
|                                          | Міністерство транспорту та цифрової інфраструктури (Bundesministerium für Verkehr und digitale Infrastruktur; BMVI)                                    | Александер Добріндт (Alexander Dobrindt)   |                 | 17 грудня 2013 | 24 жовтня 2017  |        | CSU    | [Архівовано 22 грудня 2013 у Wayback Machine.]    |
|                                          | Міністерство навколишнього середовища, охорони природи та ядерної безпеки (Bundesministerium für Umwelt, Naturschutz, Bau und Reaktorsicherheit; BMUD) | Барбара Гендрікс (Barbara Hendricks)       |                 | 17 грудня 2013 | 24 жовтня 2017  |        | SPD    | [Архівовано 16 червня 2017 у Wayback Machine.]    |
|                                          | Міністерство освіти та наукових досліджень (Bundesministerium für Bildung und Forschung; BMBF)                                                         | Йоганна Ванка (Johanna Wanka)              |                 | 14 лютого 2013 | 24 жовтня 2017  |        | CDU    | [Архівовано 6 вересня 2009 у Wayback Machine.]    |
|                                          | Міністерство економічного співробітництва та розвитку (Bundesministerium für wirtschaftliche Zusammenarbeit und Entwicklung; BMZ)                      | Герд Мюллер (Gerd Mueller)                 |                 | 17 грудня 2013 | 24 жовтня 2017  |        | CSU    | [Архівовано 12 листопада 2008 у Wayback Machine.] |
|                                          | Міністр з особливих доручень (Bundesminister für besondere Aufgaben) і голова Канцелярії (Bundeskanzleramt)                                            | Петер Альтмаєр (Peter Altmaier)            |                 | 17 грудня 2013 | 24 жовтня 2017  |        | CDU    | [Архівовано 20 липня 2006 у Wayback Machine.]     |